# 麥克拉肯 (密蘇里州)
麥克拉肯（英語：McCracken）是位於美國密蘇里州克里斯蒂安縣的非建制地區。

## 歷史
麥克拉肯的郵局於1896年設立，其後於1932年停運。

## 地理
麥克拉肯所處的海拔為高於海平面421米（即1381英呎），而該地所採用的時區為UTC-6，即北美中部時區（CST）。同時該地設有夏令時間，為UTC-6調快一小時，即UTC-5（CDT）。